# Cuisine maghrébine
La cuisine des pays du Maghreb ou cuisine maghrébine regroupe les variétés de cuisines régionales et le style culinaire de l'Afrique du Nord-Ouest, région qui comprend les pays suivants : Algérie, Maroc, Tunisie, Mauritanie et Libye, ainsi que le territoire contesté du Sahara occidental. La région dispose d'un haut degré de diversités géographique, politique, sociale, économique et culturelle qui l'influencent.
Ayant pour substrat la cuisine berbère, elle est renommée dans le monde grâce à des plats très connus tels que le couscous ou le tajine. Au cours des siècles, commerçants, voyageurs, envahisseurs, migrants et immigrants ont tous influencé la cuisine du Maghreb. Les Phéniciens, au cours du Ier siècle, apportent les saucisses, les Carthaginois introduisent le blé et ses sous-produits comme la semoule. Les Berbères l'auraient ainsi adapté en couscous, l'un des principaux plats du Maghreb. Les olives et l'huile d'olive sont introduits avant l'arrivée des Romains. À partir du VIIe siècle, les Arabes auraient introduit une variété d'épices, comme le safran, la muscade, la cannelle, le gingembre et les clous de girofle, qui ont ainsi apporté d'autres éléments à la culture culinaire du Maghreb. Les Ottomans apportent des pâtisseries et autres produits de boulangerie tandis que, du Nouveau Monde, l'Afrique du Nord reçoit les pommes de terre, les tomates, les courgettes et les piments.

## Les cuisines du Maghreb

### Algérie

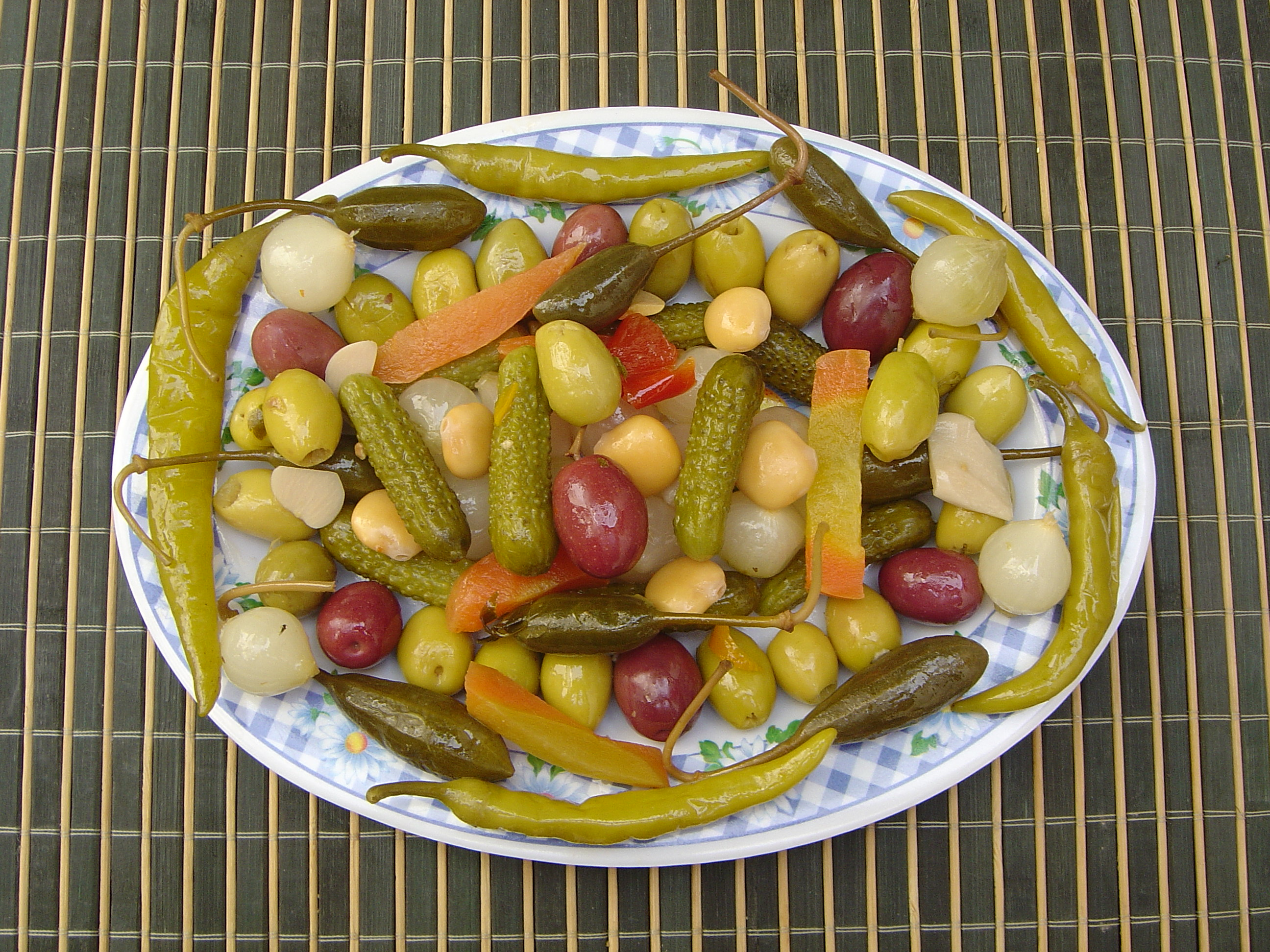
Assortiment de condiments.

La cuisine algérienne réunit une diversité d'ingrédients parmi les légumes, les fruits, les épices, les viandes, les poissons, les fruits de mer, les légumes et fruits secs. Les légumes sont souvent utilisés pour les salades, les soupes, les tajines, les couscous et les plats en sauce. On retrouve en abondance les carottes, les courges, la pomme de terre, le haricot vert, les haricots, le navet, l'aubergine, le fenouil, l'artichaut, la terfesse…
Les épices jouent un rôle prépondérant dans la cuisine algérienne. Rares sont les plats qui n'en ont pas besoin. Le safran, l'aneth, le clou de girofle, la coriandre, le gingembre, le paprika, le cumin, le poivre, le curcuma sont très utilisés tout comme le curry, l'ail ou les graines de nigelle (cultivées en Algérie). Les mélanges communs d'épices comme le zahtar ou le ras el-hanout (que l'on trouve partout en Algérie aussi bien dans les épiceries que dans les souks) sont extrêmement importants dans cette cuisine. Les piments forts, eux aussi, sont très appréciés. L'oignon est également beaucoup utilisé, surtout dans la préparation des tajines. Les herbes aromatiques sont utilisées en abondance pour rehausser le goût des mets et pour les parfumer (le persil, le romarin, l'origan, le fenouil, le thym, l'anis, les feuilles de laurier, le basilic en sont les exemples les plus connus). La cannelle est très populaire tout comme le fenugrec et la verveine (en infusion) aux propriétés médicinales reconnues ainsi que l'iris et la fleur de lavande (que l'on retrouve dans la composition du ras el-hanout). L'eau de rose (ma z'her) ou l'eau de fleur d'oranger servent à la fois à agrémenter les plats mais entrent aussi dans la composition de certaines pâtisseries. D'autres ingrédients comme la menthe servent à la préparation du célèbre thé à la menthe.

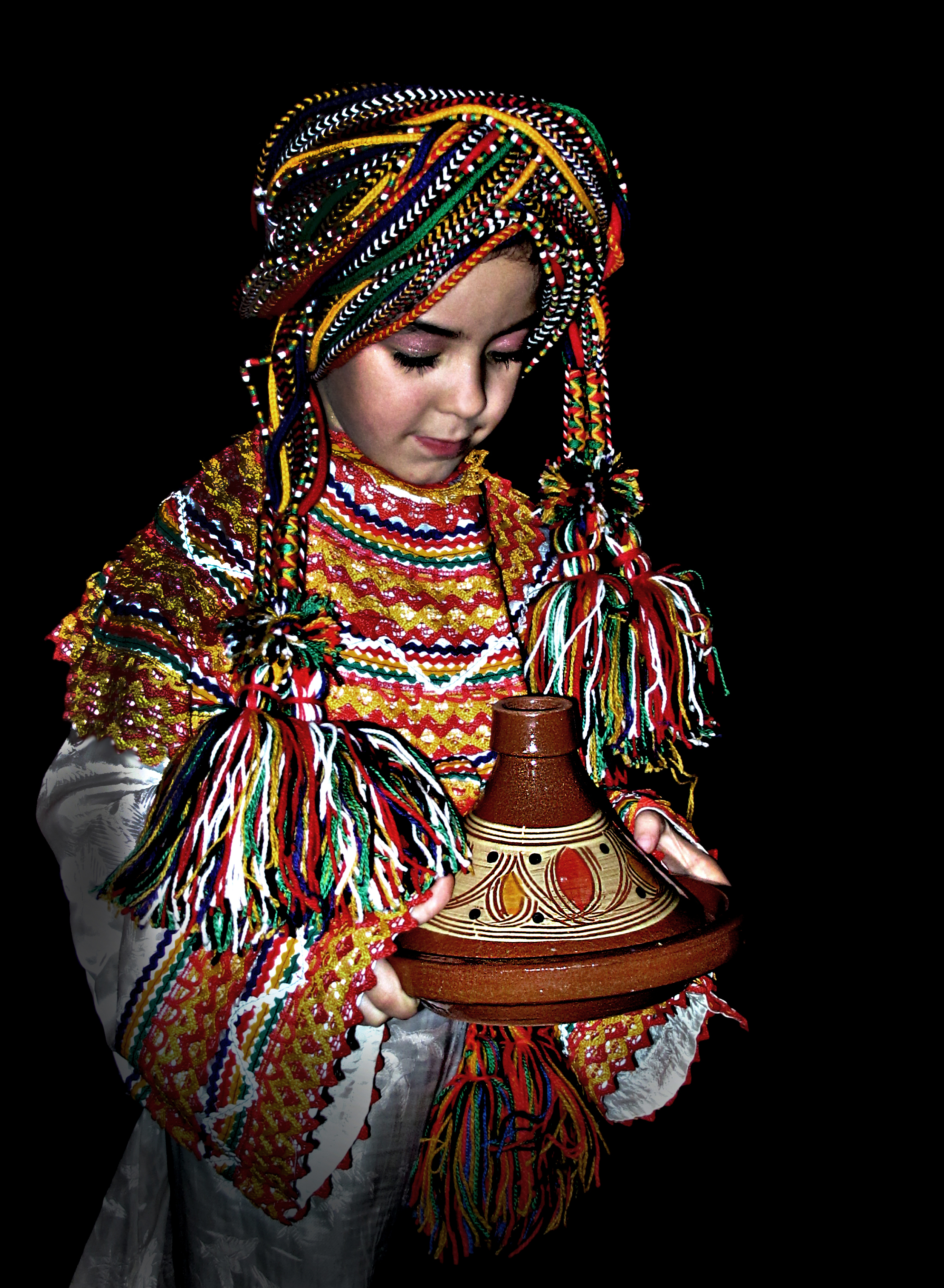
Tajine et couscous kabyle.

L’Algérie a plusieurs façons de faire le couscous au mouton, au veau, des tajines au poulet ou des grillades de poisson. Il y a aussi des pommes de terre farcies à la viande hachée ou la chouchouka, spécialité dans l'est ou la karantita dans l'ouest, également un plat à base de pois chiches broyés avec de l'œuf, des feuilles de brik (börek) garnies de toutes sortes de viandes ou de thon à l'œuf et encore des pâtisseries comme la zlabia, la corne de gazelle, la kalb el louz.

#### Pains
Le pain est un aliment indispensable en Algérie. On le retrouve sur toutes les tables algériennes lors des repas. Au côté de l'eau, le pain est un symbole de la vie et est considérée tel un don d'Allah comme tous les mets à base de blé en Algérie, que l'on nomme en arabe algérien naʿmat rabbi, se traduisant par « bénédiction de Dieu ». 
Les pains en Algérie sont caractérisés par une très grande variété traditionnelle. On retrouve par exemple la kesra, un pain-galette originaire du Constantinois, qui a une fine épaisseur accompagnant les plats en sauce ou qui peut être servi avec du beurre et de la confiture lors du petit déjeuner. La harcha ou mbesses est une galette de semoule se consommant surtout au petit déjeuner, accompagnée de confiture ou de miel. Il existe aussi le pain brioché du jour de l'an berbère, Yennayer, et de l'Aïd, qui contient un œuf entier avec sa coquille symbolisant la prospérité, l'aghroum, pain des Berbères qui se décline lui-même en plus d'une dizaine de variétés selon les ethnies, tels le aghroum lahwal, pain à la menthe ou aux légumes frais de Kabylie, le aghroum arssass, mitonné sur un tajine en terre cuite des Aurès, ou encore le aghroum n'tassami de Ouargla.
Les pains au levain existent aussi en grand nombre. On retrouve parmi eux le matlouh ; la taguella, un pain touareg qui cuit sur un sable intensément chaud recouvert de braises ardentes et qui peut être servi comme plat principal lorsqu'il est émietté ; le tamtunt, un pain de Kabylie qui est parfois frit ou cuit au four, le khobz chaïr, un pain à base d'orge, et enfin, le khobz dar ou khobz coucha, qui est le pain ancien des villes citadines de l'Algérie, cuit au four et souvent parfumé à la nigelle et se consommant surtout pendant la période du ramadan.
Il existe de même les pains farcis qui sont très consommés en Algérie. Aux côtés des pains traditionnels, la présence de la baguette sur les tables algériennes est des plus notables.

### Maroc

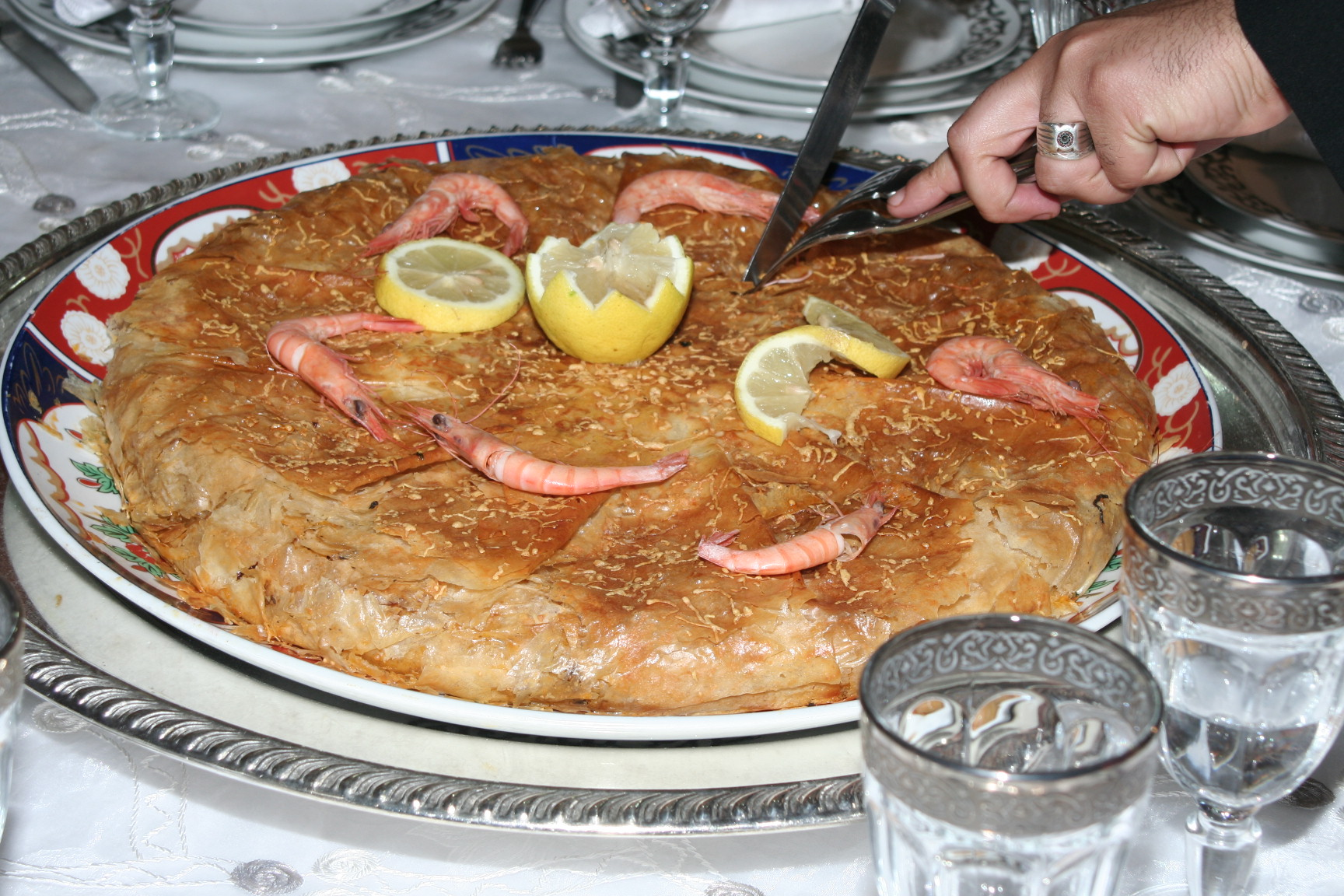
Pastilla aux crevettes.

La cuisine marocaine est très variée : les plats sont souvent relevés à l'aide d'épices comme le safran, le cumin, la cannelle, le piment et le gingembre. Le plat le plus connu est le couscous, composé de grains de semoule, de légumes tels que des carottes, des courgettes, des pommes de terre et de la viande comme du mouton ou du bœuf.

### Tunisie

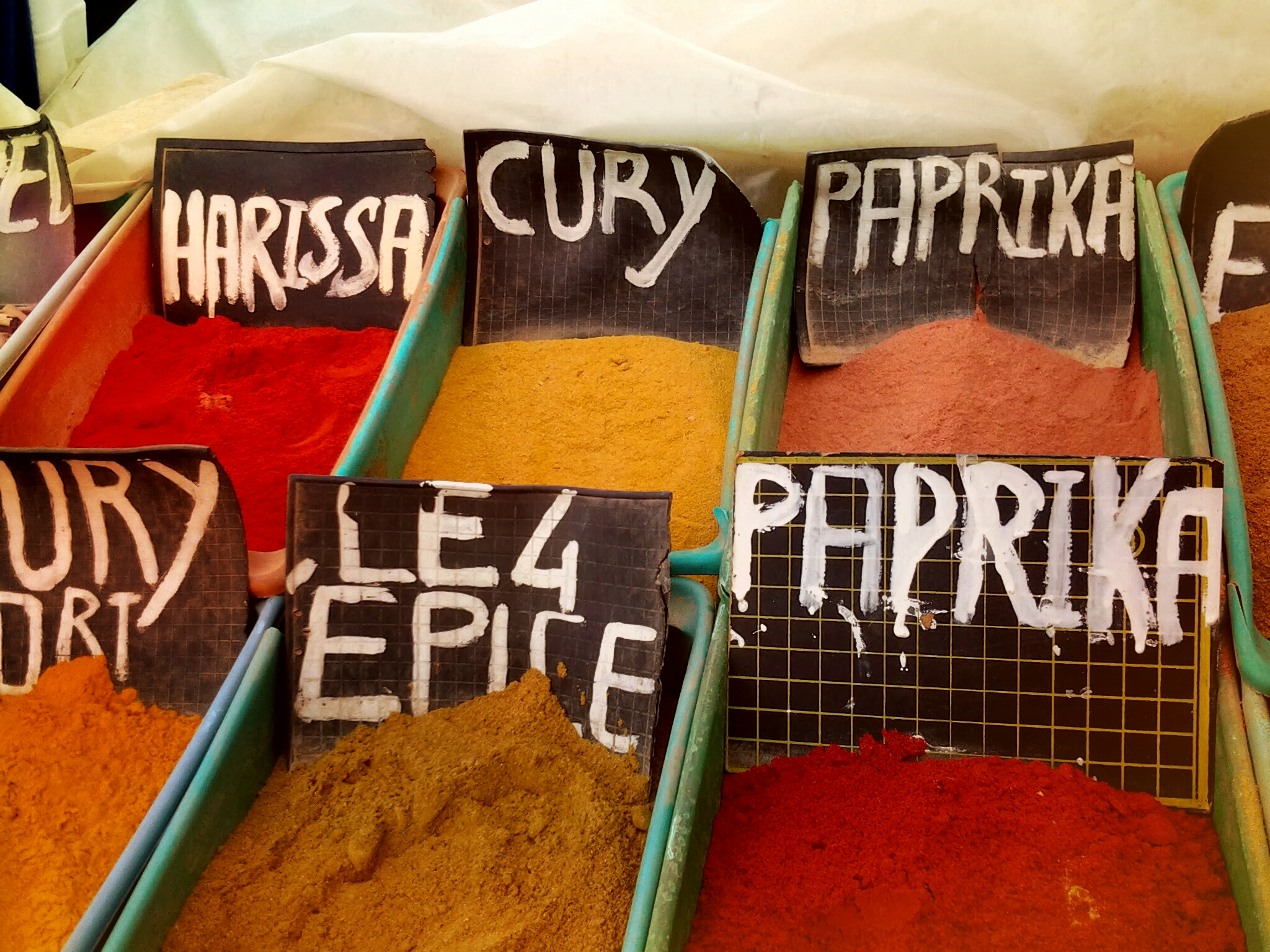
Vente d'épices à Douz.

La cuisine tunisienne se caractérise par des plats épicés, riches en saveurs, et des pâtisseries sophistiquées, résultant d'un mélange de la cuisine berbéro-punique-phénicienne native avec les cuisines romaine, arabe, turque et italienne. Le condiment le plus utilisé est sans doute la harissa préparée à base de piment, d'ail, de cumin, de coriandre et de carvi.
Cette cuisine utilise abondamment l'huile d'olive, les légumes méditerranéens, la semoule et les pâtes. Contrairement à ses voisines maghrébines, elle accorde une grande part aux produits de la mer (surtout le long des côtes), ainsi le couscous ou les pâtes qui sont agrémentés de poisson ou de fruits de mer grillés ou frais (calmar, poulpe, thon, rouget, sparidés, daurade et loup de mer), qui font partie de la diète tunisienne, avec pour assaisonnement un simple filet de jus de citron. Les fruits, tels que les agrumes, les figues, les grenades, les figues de Barbarie, les raisins et les dattes, sont abondamment consommés ou utilisés pour la production de divers jus et liqueurs.
Les produits lactés, comme le leben, les yaourts ou les fromages, sont également consommés, mais jamais utilisés en tant qu'ingrédients pour les plats locaux.